# Ganiou Soglo
Ganiou Soglo, né 4 novembre 1961 à Paris (France) est un homme politique béninois, ancien député et plusieurs fois ministre dans le gouvernement du président Boni Yayi.

## Biographie

### Enfance et formations
Ganiou Soglo est né le 4 novembre 1961 à Paris. Il est le  plus jeune fils de l'ancien Président Nicéphore Soglo et de l'ancienne Première Dame Rosine Vieyra Soglo. Il est économiste de formation.

## Carrière politique
Lors des élections législatives de mars 2003, Ganiou Soglo est élu député sous la bannière du parti politique la Renaissance du Bénin (RB), parti fondé alors par sa mère pour soutenir l'action politique de son époux Nicéphore Soglo alors président du Bénin. Il se présente à l'élection présidentielle de 2006 contre l'avis de son parti qui avait entretemps opté pour son frère Léhady Vinangnon Soglo.  Il est par la suite exclu du parti. À l'issue des élections, le nouveau président élu lui confie, le 17 juin 2007, le portefeuille ministère de la Jeunesse, des Sports et des Loisirs. Le 22 octobre 2008, lors du remaniement ministériel opéré par le président de la République, il est maintenu dans le gouvernement, mais à un autre poste, celui du ministère de la Culture, de l'alphabétisation et de la promotion des langues nationales'.
Hormis la politique, Ganiou Soglo a dirigé pendant un temps l'équipe de football des Requins de l'Atlantique FC.

## Tentative d'assassinat
Le vendredi 5 février 2021, Ganiou Soglo est blessé par une balle dans la poitrine lors d'une embuscade près de la ville de Zinvié. Il est le passager d'une voiture en provenance d'une ferme dont il est propriétaire à Abomey-Calavi lorsque l'attaque a eu lieu. Il a été soigné au Centre national hospitalier et universitaire Hubert Koutoukou Maga, avant d'être transporté par avion en France pour y poursuivre les soins.